# 答え
『答え』（こたえ）は、2010年7月7日発売の井上愛のファーストシングル。

## 収録曲

### CD
1. 答え [4:22]
作詞・作曲：井上愛、編曲：上杉洋史
『新感覚ゲーム クエスタ』エンディングテーマ。
2. なぜか [4:04]
作詞：井上愛、作曲：小松清人、編曲：華原大輔
3. 答え (Backing Track) [4:21]
4. なぜか (Backing Track) [4:01]